# Microrregión de Muriaé
La microrregión de Muriaé es una de las  microrregiones del estado brasileño de Minas Gerais perteneciente a la mesorregión  Zona del Bosque. Su población fue estimada en 2006 por el IBGE en 275.348 habitantes y está dividida en veinte municipios. Posee un área total de 4.751,945 km². 
Los mayores municipios de esa microrregión son Muriaé y Carangola.

## Municipios
- Antônio Prado de Minas
- Barão de Monte Alto
- Caiana
- Carangola
- Divino
- Espera Feliz
- Eugenópolis
- Faria Lemos
- Fervedouro
- Miradouro
- Miraí
- Muriaé
- Orizânia
- Patrocínio do Muriaé
- Pedra Dourada
- Rosário da Limeira
- São Francisco do Glória
- São Sebastião da Vargem Alegre
- Tombos
- Vieiras

- Datos: Q1912164
- Multimedia: Muriaé / Q1912164